# Carlo Caffarra

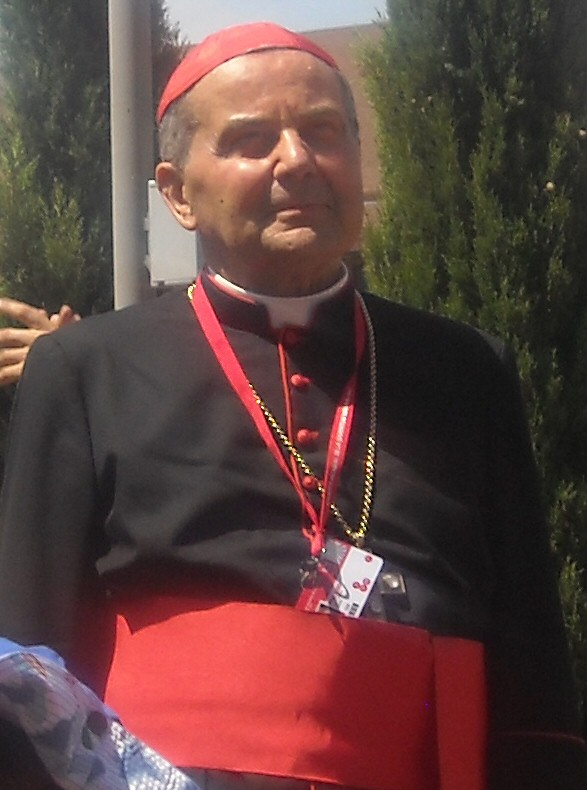
Carlo Kardinal Caffarra (2011)

Kardinalswappen

Carlo Kardinal Caffarra (* 1. Juni 1938 in Samboseto di Busseto, Provinz Parma, Italien; † 6. September 2017 in Bologna) war ein römisch-katholischer Geistlicher. Er war von 1995 bis 2003 Erzbischof von Ferrara-Comacchio und anschließend bis 2015 von Bologna.

## Leben
Nach dem Studium der Katholischen Theologie im Bischöflichen Priesterseminar in Fidenza empfing Caffarra am 2. Juli 1961 in Samboseto durch den dortigen Bischof Guglielmo Bosetti das Sakrament der Priesterweihe. Anschließend wurde er an der Päpstlichen Universität Gregoriana zum Doktor des Kanonischen Rechts mit einer Arbeit über die Beendigung von Ehen promoviert und spezialisierte sich darüber hinaus an der Päpstlichen Akademie Alfonsiana im Fach Moraltheologie, das er in der Folge an den Universitäten Fidenza und Parma lehrte.
Papst Paul VI. berief ihn 1974 in die Internationale Theologenkommission. 1980 ernannte ihn Papst Johannes Paul II. zum Experten für Ehe- und Familienfragen auf der Bischofssynode und zum Leiter des Päpstlichen Instituts „Johannes Paul II. für Studien zu Ehe und Familie“ an der Päpstlichen Lateranuniversität. Darüber hinaus verlieh er ihm am 5. Februar desselben Jahres den Titel Ehrenprälat Seiner Heiligkeit. 1983 wurde er darüber hinaus Konsultor bei der Kongregation für die Glaubenslehre.
Am 8. September 1995 ernannte ihn Papst Johannes Paul II. zum Erzbischof von Ferrara-Comacchio. Die Bischofsweihe spendete ihm der Erzbischof von Bologna, Giacomo Kardinal Biffi, am 21. Oktober 1995 im Dom von Fidenza. Mitkonsekratoren waren Kurienerzbischof Giovanni Battista Re, seinerzeit Substitut des Staatssekretariats, und der Bischof von Fidenza, Carlo Poggi.
Der Erzdiözese Ferrara-Comacchio stand Caffarra bis zu seiner Ernennung zum Erzbischof von Bologna am 16. Dezember 2003 vor, dessen Leitung er offiziell am 15. Februar 2004 durch seine Amtseinführung in der Kathedrale von Bologna übernahm.
Carlo Caffarra war Moraltheologe und Mitglied der Laienbewegung Comunione e Liberazione. Nach dem Tod von Johannes Paul II. und der Wahl Joseph Ratzingers zum Papst wurde er in den Medien als dessen möglicher Nachfolger im Amt des Präfekten der Glaubenskongregation diskutiert. Als Erzbischof eines der größten Bistümer Italiens, das traditionell mit der Kardinalswürde verbunden ist, nahm Papst Benedikt XVI. ihn im feierlichen Konsistorium am 24. März 2006 als Kardinalpriester mit der Titelkirche San Giovanni Battista dei Fiorentini in das Kardinalskollegium auf.
Kardinal Caffarra nahm nach dem Rücktritt Benedikts XVI. am Konklave 2013 teil, in dem Papst Franziskus gewählt wurde.
Im September 2015 ernannte ihn Papst Franziskus zum Mitglied der Kongregation für die Selig- und Heiligsprechungsprozesse. Er nahm am 27. Oktober 2015 Kardinal Caffarras altersbedingten Rücktritt vom Amt des Erzbischofs von Bologna an.
2016 wandte sich Carlo Caffarra gemeinsam mit den Kardinälen Raymond Leo Burke, Joachim Meisner und Walter Brandmüller an Papst Franziskus, um ihm ihre Dubia („Zweifel“) am kontroversen achten Kapitel von dessen Schreiben Amoris laetitia zu äußern.
Carlo Caffarra engagierte sich für zahlreiche Sozialprojekte im Heiligen Land. Er war Großkreuz-Ritter des Ritterordens vom Heiligen Grab zu Jerusalem und dessen Großprior der Sektion Emilia von 2003 bis 2015.

## Mitgliedschaften
Kardinal Caffarra war Mitglied folgender Dikasterien der Römischen Kurie:
- Kongregation für die Evangelisierung der Völker (seit 2004[7], bestätigt 2006[8])
- Oberster Gerichtshof der Apostolischen Signatur (seit 2007)[9]
- Päpstlicher Rat für die Familie (seit 2006)[8]

Caffarra war Ehrenmitglied der Päpstlichen Akademie für das Leben.